# Altair BASIC

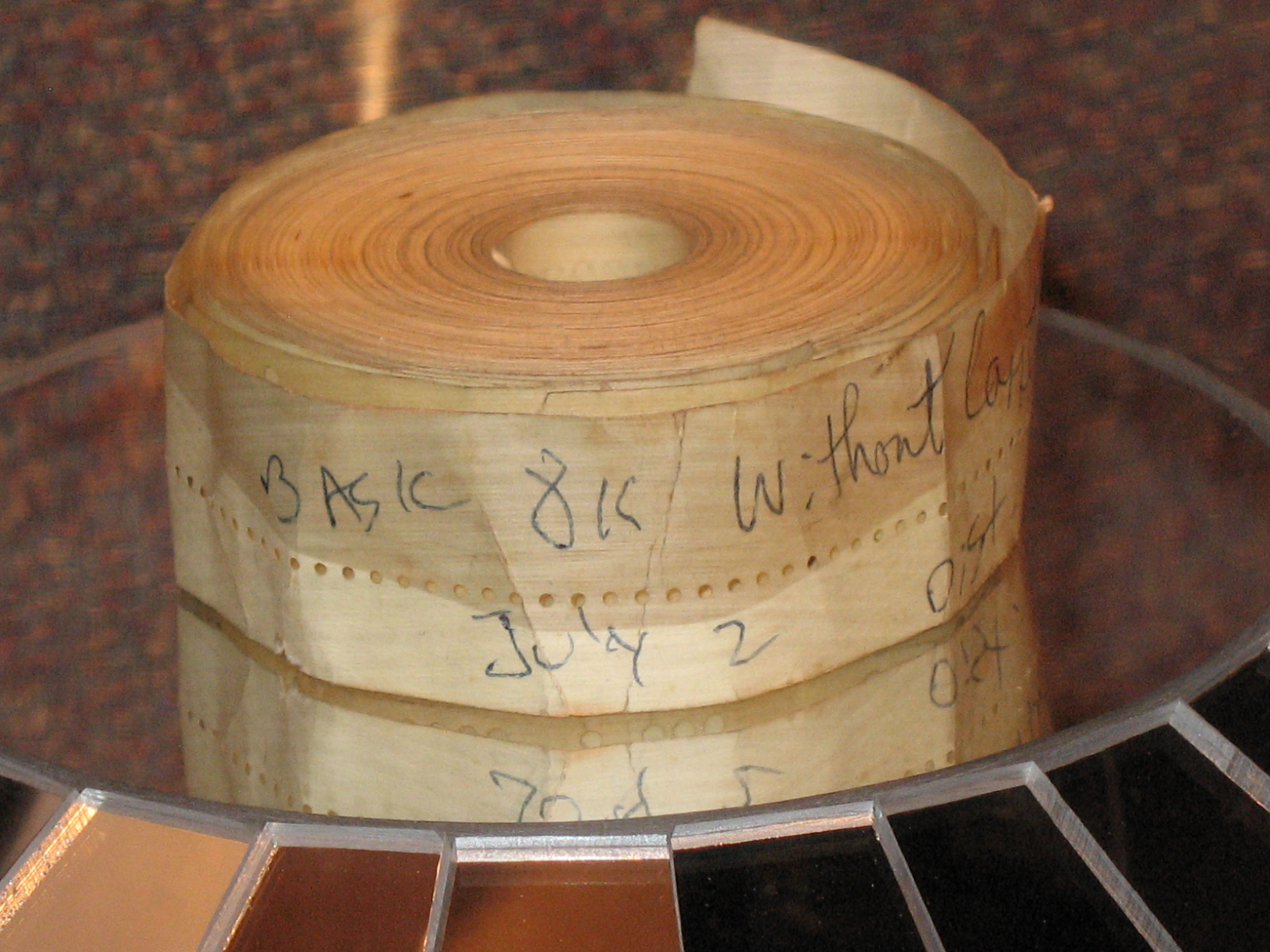
Altair 8K BASIC的紙帶

Altair BASIC為BASIC直譯器的一種，由比爾·蓋茲、保羅·艾倫及Monte Davidoff於1975年共同為Altair 8800電腦所開發。他們在哈佛大學的一部 DEC PDP-10 主機進行研發和測試。 
Altair BASIC的成功開發，讓比爾·蓋茲進一步創立微軟，Altair BASIC後來也成為Microsoft BASIC的前身。

## 外部連結
- Altair BASIC source disassembly, compiled by Reuben Harris and archived at archive.org